# グリーンIT
グリーンIT（グリーンアイティー、英: green IT）あるいはグリーンコンピューティング（英: green computing）は、地球環境への負荷を低減できるIT関連機器やITシステムなどの総称。それに加えて、ITを活用して地球環境への負荷を低減する取り組みも併せて指す場合もある。グリーンICTともいう。

## 概要
地球環境や環境サステナビリティに配慮したITやコンピューティングのことであり、たとえば球環境への負荷を低減するIT機器・ITシステム・ITサービスなどを開発したり、地球環境への負荷を低減するやり方でIT機器を製造したり廃棄することであり、またユーザの立場では地球環境への配慮がされているIT機器やITサービスを選んで使うことであり（これをグリーン調達やグリーン購入という）、また逆にいうと、地球環境への配慮が足りないIT機器やITサービスの購入は避け、使わないことである。
コンピュータの利用が広まるにつれ、コンピュータシステムの消費電力や発熱の増大が問題視されるようになり、これらを低減することで地球環境を護る目指す取り組みとしてグリーンITという用語が使われるようになった。グリーンITは環境サステナビリティに良いだけでなく、うまく行えばコスト削減にもつなげることができ経営改善にも役立つ。
特に、地球温暖化がすでに進んでしまい異常に高い気温や異常気象が各地で起き、人類にとってサステナビリティのための活動を進めることが「待ったなし」の状況まで追い込まれてきている近年では、人々の関心は高く、IT企業にとっては人々に自社製品を選んで購入していただくためにもグリーンITを推し進めることがますます重要な課題となっている。

### 定義、基本、高度な手法
定義法はいくつかありはするが、こうした考え方の始まりとなったアメリカの環境保護庁（EPA）の文書「IT機器の導入、運用、廃棄に至るまでを含めた環境への負荷を減らすための包括的な考え方」の考え方が基本だと認められている。
たとえばIT機器の部品、また出荷時に使う梱包・緩衝材などは出来るだけリサイクル可能なものを使用し、製造工程でも廃棄時にも消費エネルギーを極力抑え有害物質もほとんど出ないようにすることであり、また運用時の消費電力量もできる限り抑える、という考えかたが基礎となる。
具体的に言うと、製品のプラスチック部分をリサイクル可能な素材に置き換えることや、土に返すことが出来るグリーンプラ（生分解性プラスチック）を利用するということや、機器の内部構造を熱循環の良いものにし廃熱の効率を上げることで廃熱に使う電力を抑えることや、サーバ機器の配置を工夫し熱がこもらないようにして空調電力を抑えるといったこともあげられる。
さらにはサーバ統合、仮想化、クラウドコンピューティングなどを使い、世の中のIT機器の総台数を削減することや利用効率を向上させること、データセンターの高効率稼働や100%再生可能エネルギー稼働の実現も含まれる 。

### 関連表示

ロゴマーク

グリーンITの思想を取り込み、かつ同じくアメリカの環境保護庁（EPA）が設けた基準を満たした機器には、エネルギースターのロゴマークを表記することが許されており、情報機器に限らず冷蔵庫などの家電にも適用される。
この基準にはさまざまな要素が含まれており、デスクトップパソコンではスリープ機能の付加を義務付けたうえに、そのときのシステム全体での消費電力を30W以下に抑えるなどが挙げられることが出来る。
日本国内で適用され貼られることのあるグリーンIT関連のラベルとしては次のものがある。
- （上述の）「国際エネルギースター」（低消費電力）
- 「エコマーク」（特定有害物質の不使用など）[1]
- 「省エネラベル」（エネルギー効率）[1]
- 「PCグリーンラベル」（リサイクルなどの観点での環境への配慮）[1]
- 「エコリーフ環境ラベル」（製造・使用・廃棄）[1]
- 「全国統一省エネラベル」（省エネ性能）[1]

## 広義のグリーンIT
グリーンITは広義には、IT技術を使うことで地球環境への負荷を減らすことも含めて指し、たとえば業務のIT化による効率向上やITシステムによる設備の高度な電力制御などにより環境への負荷を低減することも含める。
たとえば次のようなことも含められる。
- 文書の作成・管理にIT機器を導入し紙の使用量を減らすペーパーレス化[2]（紙パルプの原料となる森林の伐採量の削減）
- ビデオ会議システムの活用による出張の削減[2]（人の移動に伴うエネルギー浪費の削減）
- テレワーク推進による通勤の削減[2]（通勤に伴うエネルギー浪費の削減）
- IT技術を活用した遠隔授業の実現[2]（通学に伴うエネルギー浪費の削減）
- 通信ネットワークで遠隔地を結んで行う遠隔医療の実現[2]（医師の移動や患者の通院に伴うエネルギー浪費の削減）
- 住宅やオフィスのエネルギー利用の最適化（HEMS/BEMS等）[2]